# تيجو جيرناندت
تيجو جيرناندت (بالهولندية: Tygo Gernandt)‏ هو ممثل هولندي، ولد في 7 أبريل 1974 بأمستردام في هولندا. من الجوائز التي نالها جائزة العجل الذهبي عن فئة أفضل ممثل ‏ سنة 2003.

## أعمال

### أفلام
- (2006) أحلام الفيلة[4]

## جوائز
- جائزة العجل الذهبي عن فئة أفضل ممثل [الإنجليزية]‏ (2003)

## وصلات خارجية
- تيجو جيرناندت على موقع IMDb (الإنجليزية)
- تيجو جيرناندت على موقع قاعدة بيانات الأفلام العربية
- تيجو جيرناندت على موقع ألو سيني (الفرنسية)
- تيجو جيرناندت على موقع أول موفي (الإنجليزية)
- تيجو جيرناندت على موقع قاعدة بيانات الفيلم (الإنجليزية)
- تيجو جيرناندت على موقع كينوبويسك (الروسية)